# 我是自願讓他殺了我
《我是自願讓他殺了我》是2021年台灣電影。七十六號原子繼犯罪影集《追兇500天》後，再度推出的女性心理驚悚懸疑作品，由鄭人碩、蔡淑臻、薛仕凌、余晉等人主演。由七十六原子監製潘心慧、導演詹淳皓、編劇吳思穎，改編自知名小說家逢時同名原著。此片也為2021高雄電影節閉幕片。

## 播出時間

### TV
| 頻道         |
| 衛視電影台   |
| 星衛HD電影台 |

### OTT
| 頻道     | 所在地 | 集數 | 時長         | 上線日期            |
| 優酷視頻 | 中国   | 4    | 每集約30分鐘 | 2022年2月25日 12:00 |
| Disney+  | 臺灣   | 1    | 1小時44分鐘  | 2022年4月17日 21:00 |

## 演員列表
| 演員   | 角色   | 介紹 |
| 蔡淑臻 | 林靜   | 女，38歲。外表溫順，內裏堅強執著，是外柔內剛的類型。 從小在壓力極大的家庭長大，努力的想讓身邊的人得到幸福但同時她也知道愛是一把雙面刃，再遇上真愛後卻也發現因為得到太多，相對的也失去太多，開始害怕得到。 在現實的衝擊下，該選擇自己想要的？還是該選擇應該做的？                                                                                  |
| 鄭人碩 | 周行   | 男，35歲，刑警。充滿原則的熱血刑警，辦案能力強，是局裡的破案高手。 從女友被謀殺後，讓自己陷入了詭譎的謎團裡也讓周行的人生天翻地覆起來。 對周行來說，他所熟知的一切都被打破，過往與「女友」的相處像是一個又一個的謊言，身陷其中的他已經沒有能力去辨認其中有多少真實、又有多少虛假。什麼是真的？什麼是假的？不斷的衝擊著他.....打擊著他的所有想像。 |
| 薛仕凌 | 王御澤 | 男，32歲，刑警。單純努力，帶著天然的弟弟屬性，貌似毫無心機。 周行的大學學弟，因為崇拜周行，所以老是圍著周行轉。在原生家庭的父母離婚後，在漫長的年少時光希望長大後可以成為強大到可以保護他人。在周行辦案後阻擾時是他的最佳拍檔，但也有自己堅信的信念....。                                                                                         |
| 余晉   | 李子建 | 男，18歲，大學一年級學生。 擁有一個超優秀的父親李承文。父親就是他的信仰，是他心裡神聖而不可侵犯的存在。 李子建一直渴望著父親的愛與認同，也保持著對父親的敬畏和抗拒，就像每一個敏感而壓抑的青少年一樣，他們以父親為榜樣，甚至期待自己會超越父親、擺脫父親，成為比父親更重要的存在。保護父親也是他想證明給父親看他也可以成為父親的依靠。            |
| 尹昭德 | 李承文 | 男，52歲，市議長。個性沉穩老辣、做事獨斷而富有群眾魅力。 憑藉著優異的手腕與群眾魅力，李承文從初入政壇便是明日之星，也不負眾望地連任四屆議長，除了深受媒體與民眾愛戴外，他更是眾人眼裡的人生勝利組。 他的寶貝獨生子李子建一輩子都會是他的軟肋。 |
| 趙逸嵐 | 陳凱欣 | 女，36歲，護理師。 為了貧困的家人能得到幫助，牽扯到複雜的醫療糾紛，進而讓她因此收去了護理師的工作，後因自己也得了癌症終身陰鬱。 |
| 阮柏皓 | 林家杰 | 男，10歲，小學四年級學生。乖巧、善解人意。 |
| 蔡承邑 | 呂政穎 | 李承文助理 |

## 製作團隊
- 出品方：七十六号原子
- 共同出品方：南炬有限公司
- 聯合呈現：XMedia Asia
- 製作公司：英傑哆股份有限公司
- 聯合製作：吉米林音樂工作室
- 出品人：楊志光
- 共同出品人：姚立旋
- 監製：潘心慧
- 編劇：吳思穎
- 導演：詹淳皓
- 聯合監製：馮卓頴 Joanne Fung、陳諾
- 製作人：王信憲、黃詩珊
- 製片：陳建宇、邱立侃
- 副導演：王競
- 製作協調：張愛昀
- 攝影指導：李柏澔
- 燈光指導：林頌文
- 美術指導：黃瀚正
- 造型團隊：自然醒工作室
- 妝髮團隊：左蕾工作坊
- 動作指導：黃泰維

## 獎項紀錄
| 年度   | 頒獎單位                                            | 獎項名稱                     | 入圍者                 | 結果 |
| 2022年 | 新加坡亞洲內容大獎 ContentAsia Awards               | 最佳亞洲劇情片或電視電影     | 《我是自願讓他殺了我》 | 提名 |
| 2022年 | 新加坡亞洲內容大獎 ContentAsia Awards               | 最佳男主角                   | 鄭人碩                 | 獲獎 |
| 2022年 | 第57屆金鐘獎                                        | 迷你劇集／電視電影女主角獎   | 蔡淑臻                 | 提名 |
| 2022年 | 第57屆金鐘獎                                        | 迷你劇集／電視電影男配角獎   | 薛仕凌                 | 提名 |
| 2022年 | 第5屆亞洲影藝創意大獎 Asian Academy Creative Awards | 最佳單集戲劇／電視電影／選集 | 《我是自願讓他殺了我》 | 待定 |
| 2022年 | 第27屆亞洲電視大獎 Asian Television Awards          | 最佳單元劇／電視電影         | 《我是自願讓他殺了我》 | 獲獎 |
| 2022年 | 第27屆亞洲電視大獎 Asian Television Awards          | 最佳男主角                   | 鄭人碩                 | 獲獎 |

## 外部連結
- 官方网站－高雄電影節
- 我是自願讓他殺了我的Facebook專頁